# Microbotryomycetes
Microbotryomycetes R. Bauer et al. – klasa podstawczaków (Basidiomycota).

## Charakterystyka
Do trzech rzędów (Heterogastridiales, Leucosporidiales i Sporidiobolales), należą głównie grzyby nagrzybne będące pasożytami grzybów lub roślin i mają wyspecjalizowane organelle, kolakosomy rozwijające się w miejscu kontaktu z gospodarzami. Organelli tych brakuje w rzędach Kriegeriales i Microbotryales. Wszystkie
znane gatunki Glaciozyma to kriofile opisane lub zgłoszone z Antarktydy. Jeden gatunek (Kriegeriopsis livingstonensis) to grzyb naporostowy. Kilka gatunków z rodzajów Rhodotorula i Sporobolomyces to oportunistyczne patogeny ludzkie.
Wiele gatunków to drożdże podstawkowe znane tylko z form drożdżopodobnych. Gatunki z formami strzępkowymi zazwyczaj wytwarzają auricularioidalne (bocznie przedzielone) podstawki.

## Systematyka
Klasa Microbotryomycetes została utworzona przez Roberta Bauera, Dominika Begerowa, José Sampaio, Michaela Weißa i Franza Oberwinklera w artykule The simple-septate basidiomycetes: a synopsis opublikowanym w „Mycological Progress” z 2006.
Według kodeksu Index Fungorum do klasy Microbotryomycetes należą:
- podklasa incertae sedis
  - rząd Heterogastridiales Oberw. & R. Bauer 1990
  - rząd Kriegeriales Toome & Aime 2013
  - rząd Leucosporidiales J.P. Samp., M. Weiss & R. Bauer 2003
  - rząd Microbotryales R. Bauer & Oberw. 1997
  - rząd Rosettozymales Q.M. Wang & F.Y. Bai 2020
  - rząd Sporidiobolales Doweld 2001
  - rząd incertae sedis
    - rodzina Chrysozymaceae Q.M. Wang, F.Y. Bai, M. Groenew. & Boekhout 2015
    - rodzina Colacogloeaceae Q.M. Wang, F.Y. Bai, M. Groenew. & Boekhout 2015
    - rodzaje incertae sedis
      - Atractocolax R. Kirschner, R. Bauer & Oberw. 199
      - Curvibasidium Samp. & Golubev 2004
      - Heitmania X.Z. Liu, F.Y. Bai, M. Groenew. & T. Boekhout 2018
      - Libkindia Mašínová, A. Pontes, J.P. Samp. & Baldrian 2016
      - Oberwinklerozyma Q.M. Wang, F.Y. Bai, M. Groenew. & Boekhout 2015
      - Pseudohyphozyma Q.M. Wang, F.Y. Bai, M. Groenew. & Boekhout 2015
      - Pseudoleucosporidium V. de García, M.A. Coelho, T. Maia, L.H. Rosa, A.B.M. Vaz, C.A. Rosa, J.P. Samp., P. Gonç., M.R. Van Broock & Libkind 2015
      - Psychromyces L. Perini & Zalar 2021
      - Sampaiozyma Q.M. Wang, F.Y. Bai, M. Groenew. & Boekhout 2015
      - Slooffia Q.M. Wang, F.Y. Bai, M. Groenew. & Boekhout 2015
      - Spencerozyma Q.M. Wang, F.Y. Bai, M. Groenew. & Boekhout 2015
      - Trigonosporomyces Q.M. Wang, F.Y. Bai, M. Groenew. & Boekhout 2015
      - Udeniozyma Q.M. Wang, F.Y. Bai, M. Groenew. & Boekhout 2015
      - Vonarxula Q.M. Wang, F.Y. Bai, M. Groenew. & Boekhout 2015
      - Yunzhangia Q.M. Wang, F.Y. Bai, M. Groenew. & Boekhout 2015
      - Yurkovia Mašínová, A. Pontes, J.P. Samp. & Baldrian 2016